# کتنیس اوردین
کتنیس اوردین (به انگلیسی: Katniss Everdeen) یک شخصیت از مجموعه رمان‌های سه‌گانه سوزان کالینز با نام بازی‌های گرسنگی است. بازیگر نقش این شخصیت در فیلم بازی‌های گرسنگی، جنیفر لارنس است.

## در مسابقات بازی‌های گرسنگی
کتنیس برای اولین بار بدون قرعه کشی و به خواست خود وارد مسابقه می‌شود چرا که پریم خواهر او به عنوان خراج انتخاب شده‌است و او داوطلب می‌شود تا جای خواهرش را بگیرد و به همین طریق با پیتا رابطهٔ نزدیکی پیدا می‌کند. مسابقات باعث می‌شود کتنیس رابطهٔ نزدیکی با هیمیچ، افی، سینا و سایر مسابقه دهنده‌ها مثل فینیک اودیر، جوهانا و… پیدا کند. کتنیس در مسابقات بازی‌های گرسنگی پیروز می‌شود ولی به دلیل پیشنهاد او به پیتا برای خوردن شاتوت‌های سمی باعث می‌شود که رئیس‌جمهور اسنو در صدد از بین بردن او تلاش کند که همین باعث می‌شود کتنیس بعده‌ها به نمادی برای انقلاب و با عنوان «زاغ مقلد» تبدیل شود و این انقلاب را به پیروزی رساند.

## بعد از مسابقات و شورش
سال‌ها بعد کتنیس و پیتا با هم ازدواج کرده و صاحب ۲ فرزند می‌شوند یک دختر و یک پسر

## مهارت‌ها
او تیرانداز بسیار ماهری است که این توانایی خود را از گیل و پدرش آموخته‌است. به گونه‌ای که در بازی امتیاز ۱۱ از ۱۲ را از داوران گرفت. او همچنین دارای صدای زیبای آواز خواندن پرندگان است که از پدرش آموخته‌است. او یک درخت‌نورد ماهر است. او دارای شخصیت بسیار منطقی است به جز باری که احساسات خود را برای پیتا ملارک آشکار کرد. بر اساس کتاب کتنیس نسب به گیاهان دانش بالایی دارد و شخصیت متواضعی دارد.